# Laurophyllus capensis
Laurophyllus capensis là một loài thực vật có hoa trong họ Đào lộn hột. Loài này được Thunb. mô tả khoa học đầu tiên năm 1792.